# Colobura bates
Colobura bates är en fjärilsart som beskrevs av Carl von Linné 1758. Colobura bates ingår i släktet Colobura och familjen praktfjärilar. Inga underarter finns listade i Catalogue of Life.